# Coccygodes superbus
Coccygodes superbus är en stekelart som först beskrevs av Szepligeti 1916.  Coccygodes superbus ingår i släktet Coccygodes och familjen brokparasitsteklar. Inga underarter finns listade i Catalogue of Life.